# Dennis Ndiso
Dennis Musembi Ndiso (1983) is een Keniaanse langeafstandsloper.

## Loopbaan
Ndiso begon met wedstrijden over 3000 en 5000 m en legde zich via de 10 km toe op de halve marathon. In 2008 liep hij diverse belangrijke wegwedstrijden in Nederland, waaronder een hele marathon, die van Amsterdam.
Opvallend is, dat Ndiso het merendeel zijn persoonlijke records op de weg in 2008 in Nederland vestigde.

## Persoonlijke records
Baan
| Onderdeel | Prestatie | Datum        | Plaats |
| --------- | --------- | ------------ | ------ |
| 3000 m    | 7.43,48   | 16 juli 2005 | Madrid |
| 5000 m    | 13.25,52  | 21 juli 2004 | Reims  |
| 10.000 m  | 27.46,16  | 27 juni 2005 | Praag  |

Weg
| Onderdeel      | Prestatie | Datum         | Plaats              |
| -------------- | --------- | ------------- | ------------------- |
| 10 km          | 28.13     | 15 maart 2008 | Den Haag            |
| 15 km          | 42.42     | 15 maart 2008 | Den Haag            |
| 20 km          | 57.15     | 9 maart 2008  | Alphen aan den Rijn |
| halve marathon | 1:00.33   | 15 maart 2008 | Den Haag            |
| 30 km          | 1:29.45   | 9 mei 2010    | Praag               |
| marathon       | 2:10.47   | 23 maart 2013 | Chongqing           |

## Belangrijkste resultaten

### 15 km
- 2002:  Haagse Beemden Loop - 43.46

### 20 km
- 2003: 7e Marseille-Cassis (20,3 km) - 1:01.06
- 2006: 8e Marseille-Cassis (20,3 km) - 1:01.52
- 2008:  20 van Alphen - 57.15

### halve marathon
- 2002:  Bredase Singelloop - 1:03.01
- 2003:  halve marathon van Lille - 1:01.28
- 2004: 13e City-Pier-City Loop - 1:06.22
- 2005:  halve marathon van Parijs (Vitry-sur-Seine) - 1:01.27
- 2008:  City-Pier-City Loop - 1:00.33
- 2008:  halve marathon in Nice (20 april) - 1:00.54

### marathon
- 2008: 16e marathon van Amsterdam - 2:15.49
- 2009: 4e marathon van Istanboel - 2:13.51
- 2010: 6e marathon van Praag - 2:10.51
- 2011: 16e marathon van Dubai - 2:18.49